# Městský hřbitov ve Svitavách
Městský hřbitov ve Svitavách je hlavní městský hřbitov ve Svitavách. Nachází se ve východní části města, v ulici 5. května, v těsné blízkosti městské železniční stanice. 

## Historie

### Vznik
Hřbitov byl založen okolo původně románského, později goticky přestavěného kostela svatého Jiljí roku 1576. Pohřebiště od té doby slouží jako hlavní městský hřbitov, areál byl několikrát rozšiřován. Hřbitovní brána pochází z roku 1878. Židé ze Svitav a okolí byli pohřbíváni na místním židovském hřbitově. 
Podél zdí areálu je umístěna řada hrobek významných obyvatel města, pohřbeni jsou na hřbitově i vojáci a legionáři bojující v první a druhé světové válce. 

### Po roce 1945
S odchodem téměř veškerého německého obyvatelstva města v rámci odsunu Sudetských Němců z Československa ve druhé polovině 40. let 20. století zůstala řada hrobů německých rodin opuštěna a bez údržby.
Ve Svitavách se nenachází krematorium, ostatky zemřelých jsou zpopelňovány povětšinou v krematoriu v České Třebové.

## Osobnosti pohřbené na tomto hřbitově
- Johann Budig (1832–1915) – podnikatel a starosta města
- Julius Langer  (1837–1901) – majitel dřevařského závodu

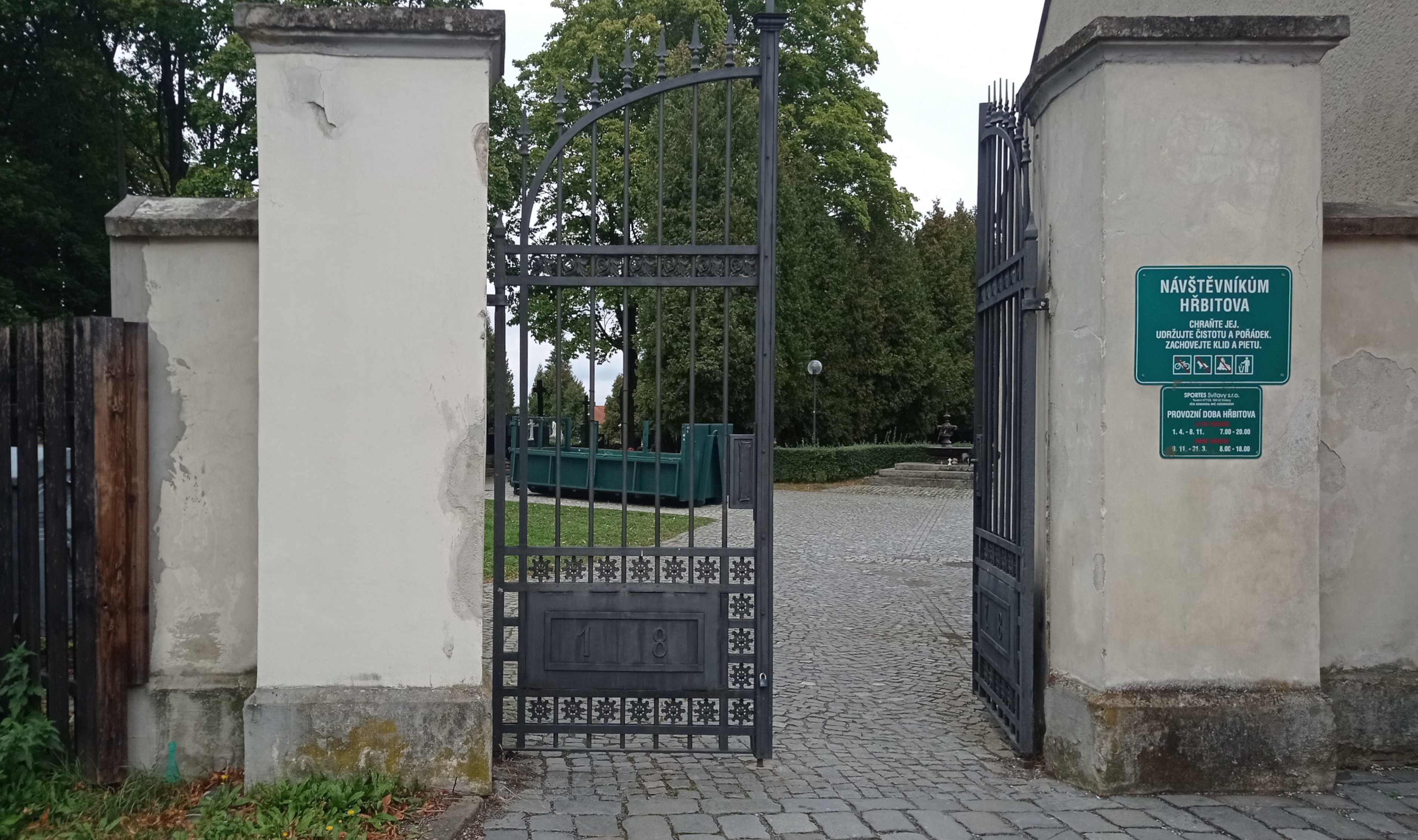
Hlavní brána
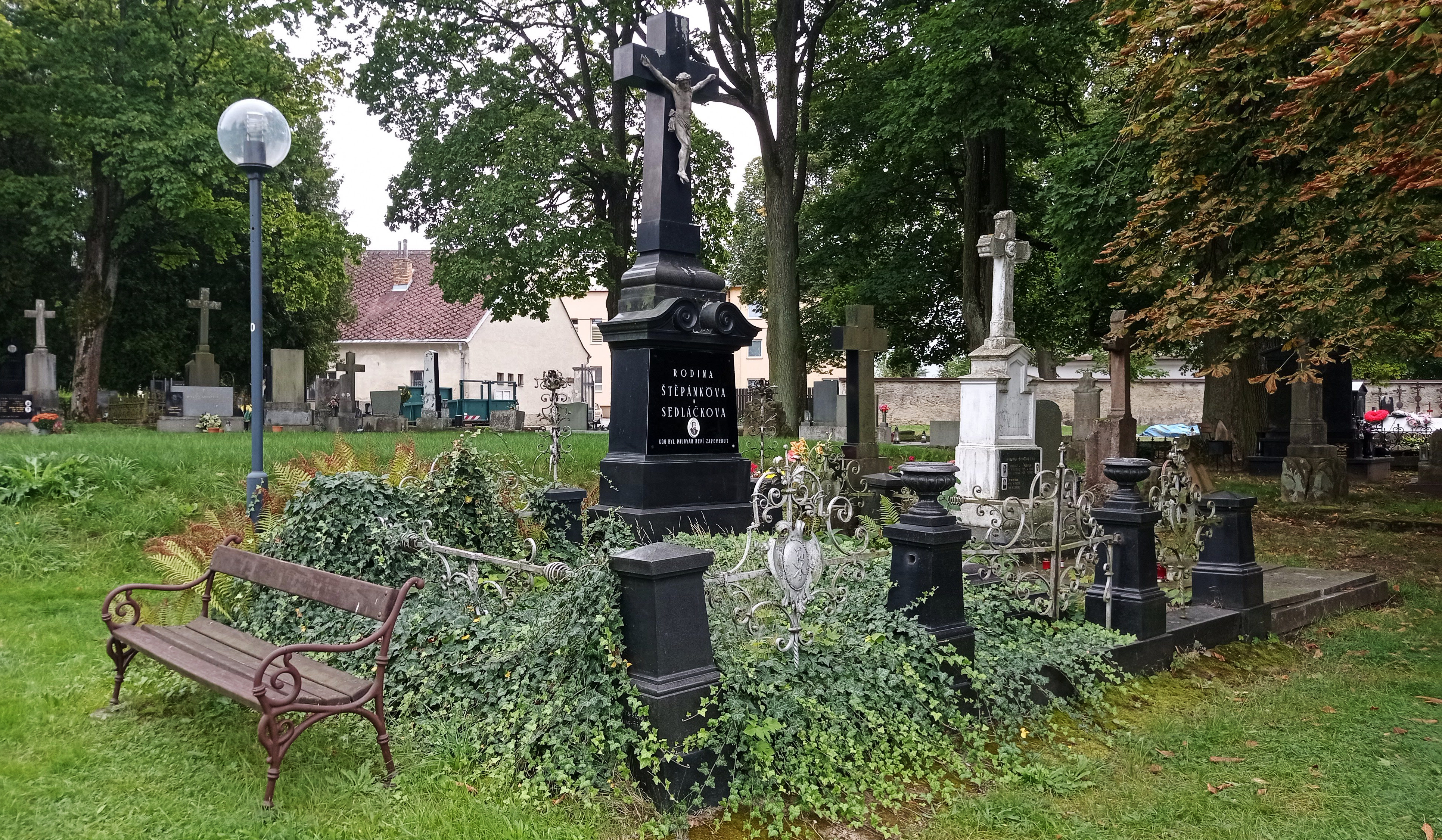
Náhrobky v centru areálu
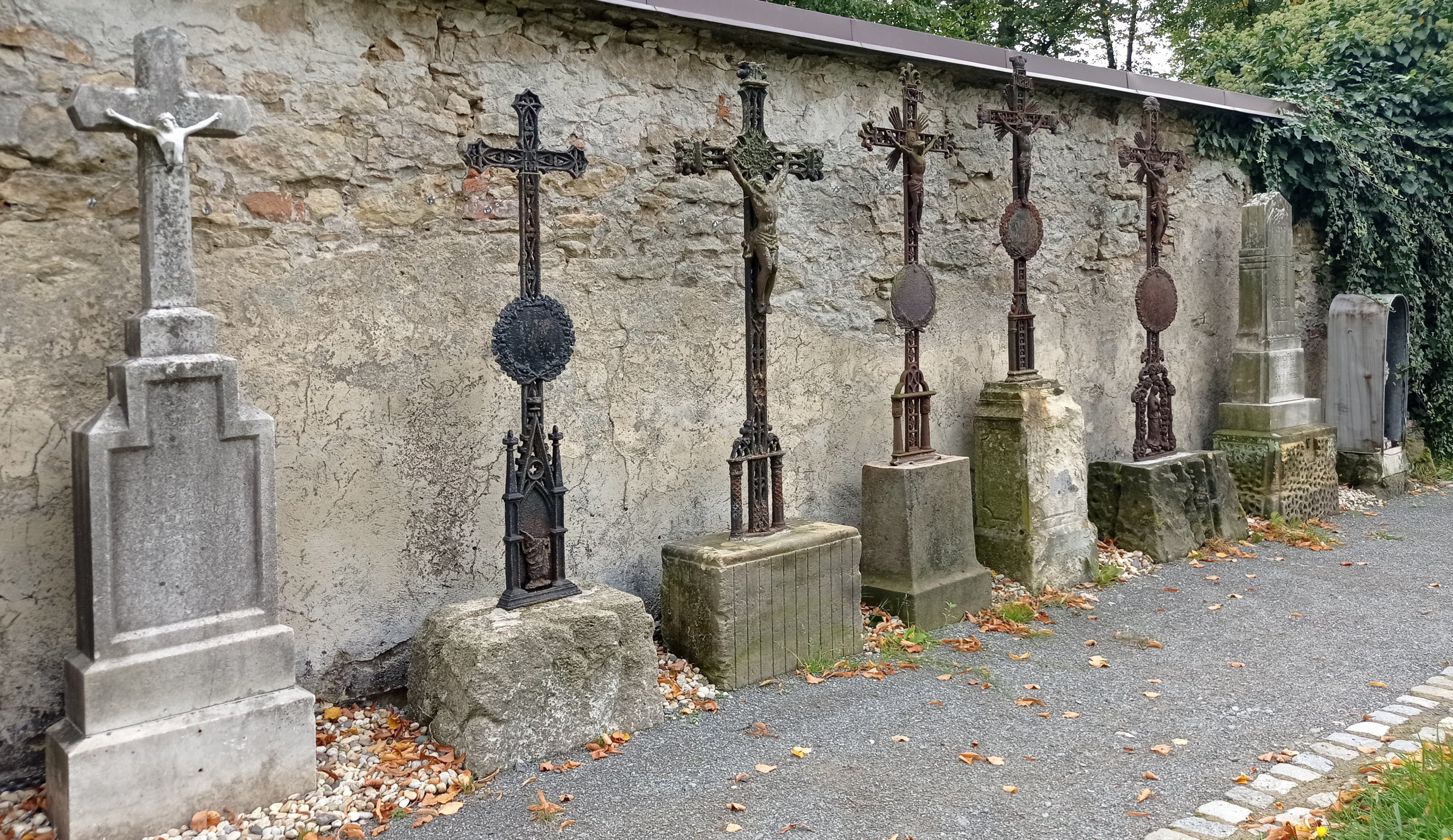
Náhrobky u zdi
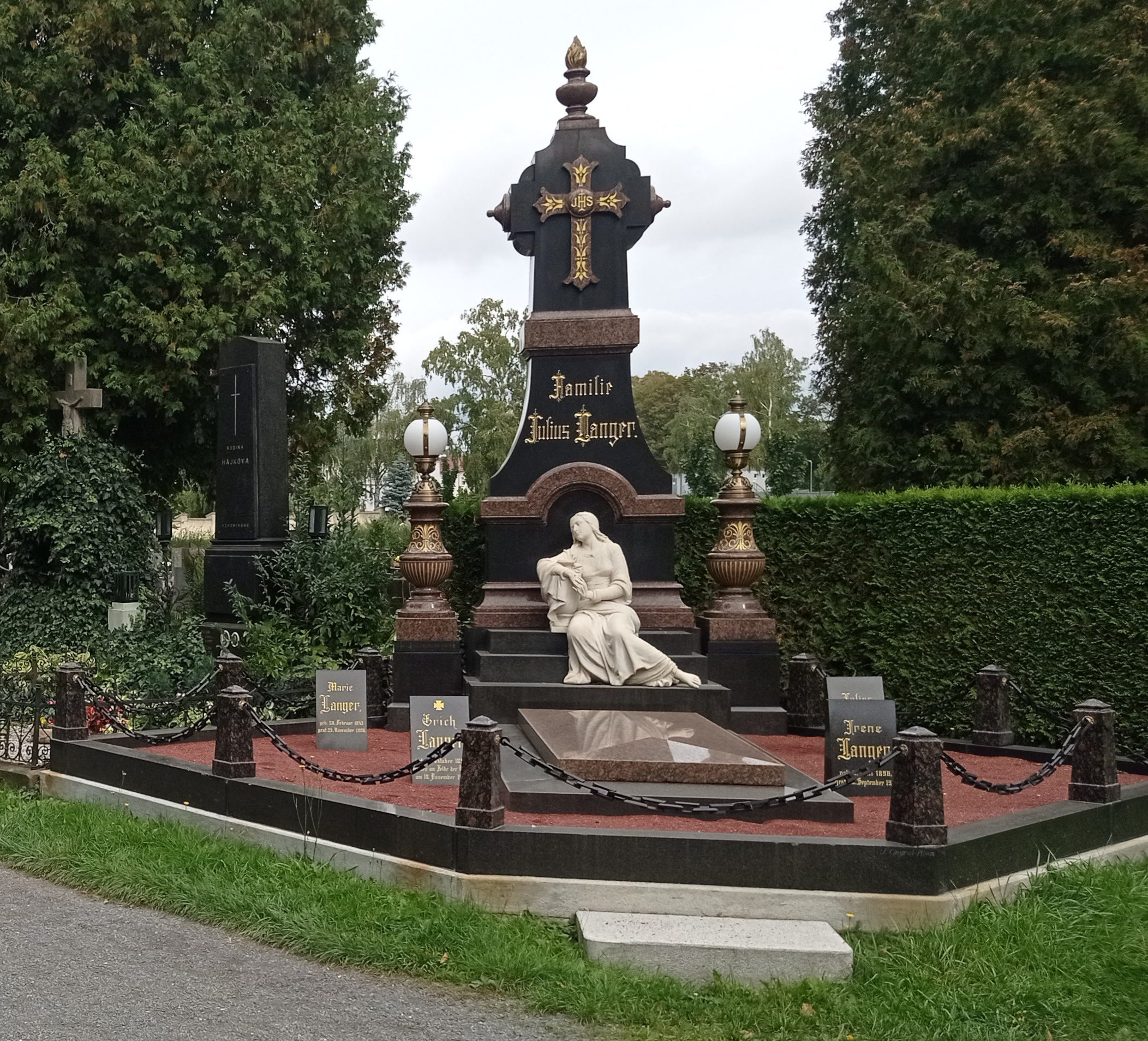
Rodinná hrobka rodiny Julia Langera
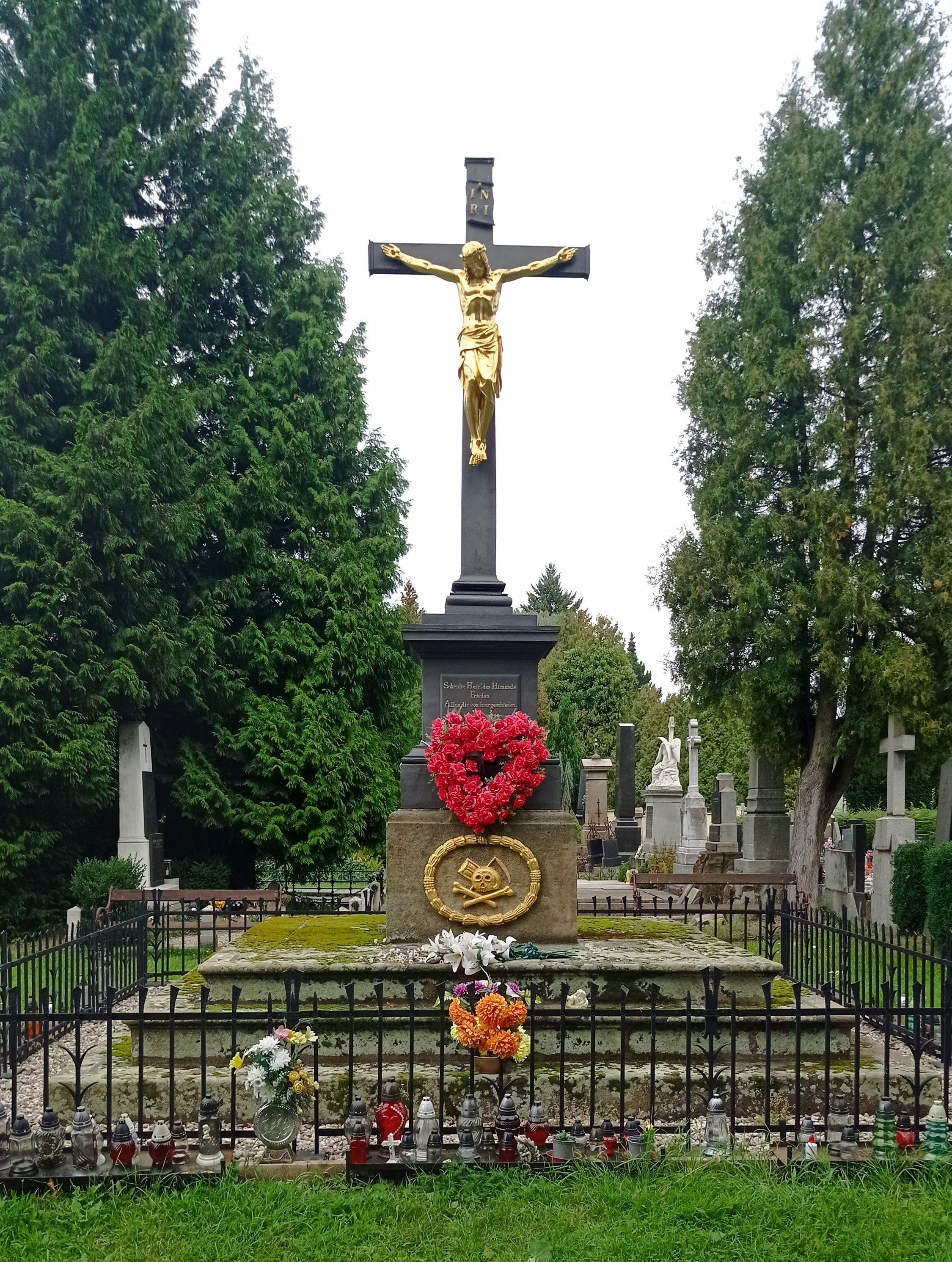
Centrální kříž
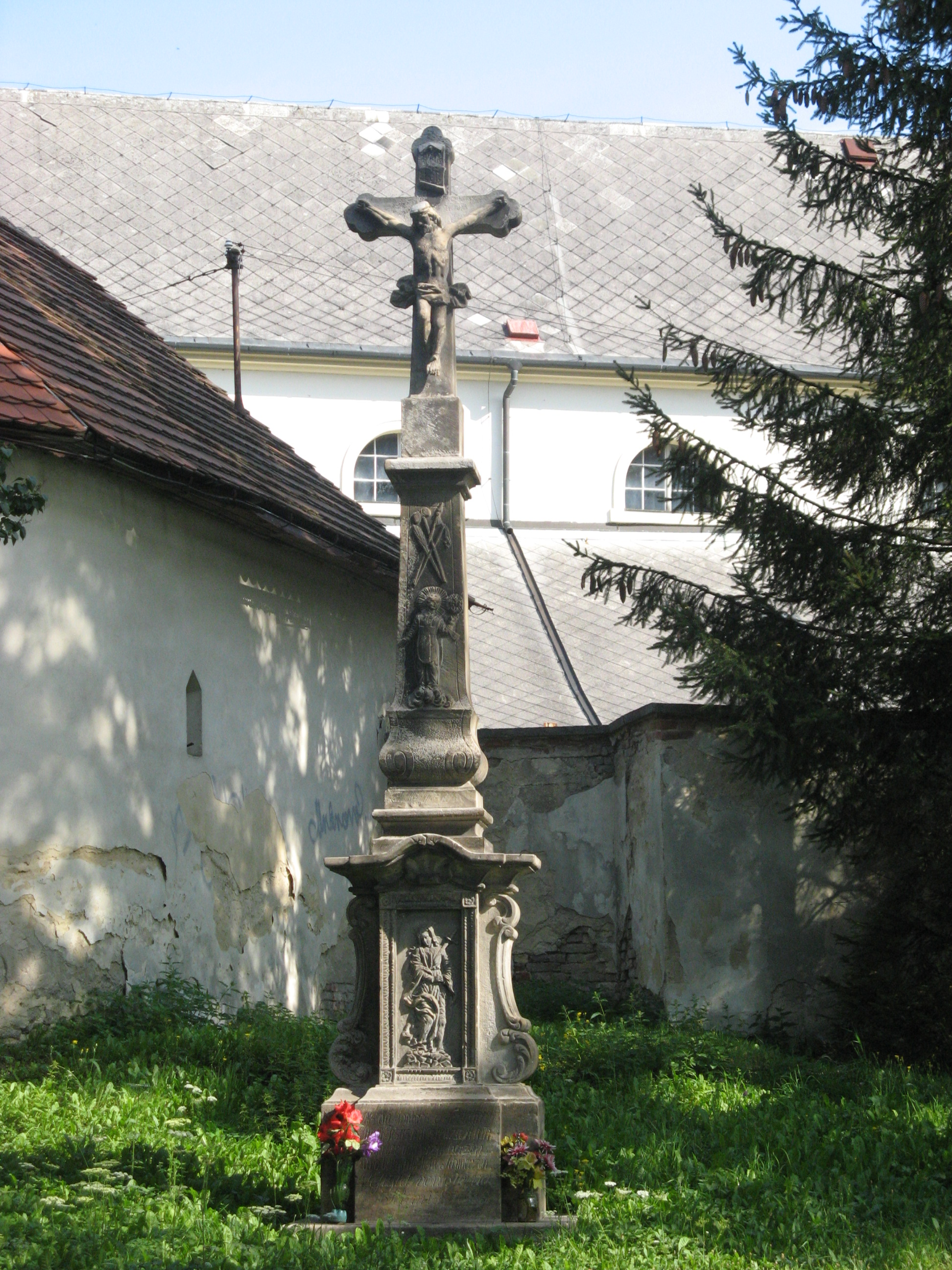
Kříž u hřbitova